# クルト・コフカ
クルト・コフカ（Kurt Koffka, 1886年3月18日 - 1941年11月22日）は、ユダヤ系心理学者。ゲシュタルト心理学の創始者の一人。ゲシュタルト心理学を発達心理学に応用した。

## 経歴
1886年、ドイツ生まれ。1908年にベルリン大学で学位を取得し、1910年よりフランクフルト大学シューマン研究室の助手となり、同じく助手であったW.ケーラーと知り合った。一緒にウェルトハイマーの知覚実験の被験者となり、以後、3人でゲシュタルト心理学の確立と普及に努めた。ユダヤ系のためナチスの迫害を受け、1924年にアメリカに渡った。
渡米後はコーネル、ウィスコンシン両大学の客員教授を経て、スミスカレッジの心理学の教授を勤める。そして没年（1941年）まで奉職した。

## 研究内容・業績
- コフカは知覚のみならず、学習や記憶、発達、社会心理など心理学のほとんどすべての研究領域にわたってゲシュタルト心理学の立場から考察を試み、ゲシュタルト理論の体系化を行った理論家でもあった。主著『ゲシュタルト心理学の原理』(1935年)は、ゲシュタルト心理学を体系的総合的に解説した英文の本であり、とくに、ドイツ語圏の学問を英語圏に紹介した点で大きな貢献をした[1]。
- フリッツ・ハイダーをアメリカに招き、また私的セミナーを通してジェームズ・ギブソンに影響を与えた。のちにギブソンが提唱した『アフォーダンス理論』の源泉のひとつが、コフカの「行動的環境」という概念である。
- 「行動的環境（こうどうてきかんきょう、behavioural environment）」は、コフカの造語。人や動物は客観的環境もしくは物理的，地理的環境に対して行動しているのではなく，認知した主観的環境に対して行動している。そういう意味で行動を規定している環境を行動的または心理的環境という[2]。

## 著書
- (1921) Die grundlagen der psychischen entwicklung Osterwieck am Harz, A. W. Zickfeldt / 『心的発達の基礎・児童心理学入門』
- (1922) Perception: An Introduction to the Gestalt Theorie
- (1924) Growth of the Mind
- (1935) Principles of Gestalt Psychology / 『ゲシュタルト心理学の原理』